# 2017 em Portugal
Lista dos principais acontecimentos no ano 2017 em Portugal.

## Incumbentes
- Presidente de Portugal: Marcelo Rebelo de Sousa
- Primeiro-ministro de Portugal: António Costa (XXI Governo Constitucional)
- Presidente da Assembleia da República de Portugal: Eduardo Ferro Rodrigues (XIII Legislatura)
  - Presidente do Governo Regional dos Açores: Vasco Cordeiro (XI Governo Regional)
  - Presidente do Governo Regional da Madeira: Miguel Albuquerque (XII Governo Regional)

## Eventos

### Janeiro
- 1 de janeiro — Entrada em funções do português António Guterres, antigo primeiro-ministro, como Secretário-Geral das Nações Unidas.[1]
- 7-10 de janeiro — O primeiro funeral em democracia com honras de Estado teve lugar quando morreu Mário Soares, estas exéquias passaram a servir de guião para os funerais de Estado[2] em Portugal.

### Fevereiro
- 1 de fevereiro — Aplicação de novo imposto, introduzido pelo Orçamento do Estado para 2017, sobre as bebidas não alcoólicas adicionadas de açúcar e de outros edulcorantes, apelidado como "imposto Coca-Cola" pela indústria, incidindo igualmente sobre as bebidas com teor alcoólico superior a 0,5% vol. e inferior ou igual a 1,2% vol. Com o objetivo de reduzir o consumo de açúcar pela população portuguesa, a receita gerada por este imposto será consignada à sustentabilidade do Serviço Nacional de Saúde e, no caso das regiões autónomas, dos Serviços Regionais de Saúde.[3][4][5]
- 4 de fevereiro — A Interpol identifica dois dos dez criminosos mais procurados da América do Sul, Rodolfo "El Ruso" Lohrmann e José Maidana, entre os cinco indivíduos detidos pela Polícia Judiciária, em novembro de 2016, na sequência de um assalto à mão armada em Aveiro, que resultou no desmantelamento de uma estrutura criminosa bastante violenta, que é suspeita dos crimes de associação criminosa, roubo qualificado em dependências bancárias, falsificação de documentos e detenção de arma proibida na área da Grande Lisboa.[6][7]
- 5 de fevereiro — O Governo anuncia novos projetos em energias renováveis, num investimento potencial superior a 800 milhões de euros, visando aumentar a quota das energias renováveis no mix energético nacional, que em 2015 se situava nos 27%, a sétima maior da União Europeia.[8]

### Maio
- 13 de maio — O Papa Francisco canoniza Francisco e Jacinta Marto no Santuário de Fátima, por ocasião das celebrações do Centenário das Aparições de Fátima.
- 13 de maio — No futebol, o Benfica conquista o tetracampeonato pela primeira vez, ao vencer a Primeira Liga de 2016–17.
- 13 de maio — O cantor Salvador Sobral, representando Portugal, venceu o Festival Eurovisão da Canção 2017 com o tema "Amar pelos Dois", obtendo um total de 758 pontos, a primeira vitória de Portugal e a maior pontuação da história do Festival.

### Junho
- 17–24 de junho — Deflagra um incêndio de grandes proporções em Pedrógão Grande e concelhos circunvizinhos. Com 64 mortos e uma área queimada de 53 mil hectares, é o maior incêndio florestal de sempre em Portugal, e o mais mortífero da história do país.

### Agosto
- 15 de agosto — Tragédia do Monte: um carvalho de grande porte cai sobre uma multidão que assistia às festas de Nossa Senhora do Monte, em Monte, Funchal provocando 13 mortos e 49 feridos.[9]

### Outubro
- 1 de outubro — Eleições autárquicas portuguesas de 2017:[10] O PS é o grande vencedor, ao conquistar 160 câmaras municipais, mais 10 que em 2013. Foi a primeira vez desde 1985 que as eleições autárquicas foram claramente ganhas pelo partido no governo nacional. Por outro lado, o PSD e a CDU obtiveram os piores resultados na sua história. Os maus resultados levaram a que Pedro Passos Coelho, líder do PSD e da Oposição, anunciasse que não se ia candidatar nas eleições internas marcadas para janeiro de 2018.

- 15 de outubro — Novos incêndios florestais de importantes dimensões no centro e norte do país; as chamas são atiçadas pelos ventos do Furacão Ophelia. Contabilizam-se 45 mortos em Portugal, e 4 na Galiza.

### Novembro
- 10 de novembro — O jantar "Founders Summit", que encerra o Web Summit, tem lugar no Panteão Nacional, em Lisboa. Embora autorizado pela Direção-Geral do Património Cultural, o acontecimento gera acesa polémica entre a opinião pública.[11] O Primeiro-Ministro António Costa chega a classificar o jantar de "absolutamente indigno do respeito devido à memória dos que aí honramos", e propõe a alteração do enquadramento legal que o permitiu.[12]

### Dezembro
- 28 de dezembro — O Presidente da República, Marcelo Rebelo de Sousa, é operado, de urgência, a uma hérnia umbilical no Hospital Curry Cabral, pela equipa de Eduardo Barroso.[13] O Presidente só teve alta no dia 31,[14] tendo promulgado quatro diplomas legais durante o seu internamento.[15]

## Economia
Abaixo apresentam-se alguns dados estatísticos e estimativas relacionados com a atividade económica em Portugal.
| 1.º trimestre        | 2.º trimestre | 3.º trimestre | 4.º trimestre | Anual |
| -------------------- | ------------- | ------------- | ------------- | ----- |
| 10,1 %               | 8,8 %         | 8,5 %         | —             | —     |
| Fontes: INE, Pordata |               |               |               |       |

| Portugal continental             | R.A. Açores | R.A. Madeira | Anual      |
| -------------------------------- | ----------- | ------------ | ---------- |
| 557,00 €                         | 584,85 €    | 568,14 €     | x 14 meses |
| Fontes: INE, Pordata, DGERT/MTSS |             |              |            |

Variação do Produto Interno Bruto (PIB)
| Taxa de variação homóloga do Produto Interno Bruto (PIB), em % Dados encadeados em volume (ano de referência: 2011) | Taxa de variação homóloga do Produto Interno Bruto (PIB), em % Dados encadeados em volume (ano de referência: 2011) | Taxa de variação homóloga do Produto Interno Bruto (PIB), em % Dados encadeados em volume (ano de referência: 2011) | Taxa de variação homóloga do Produto Interno Bruto (PIB), em % Dados encadeados em volume (ano de referência: 2011) | Taxa de variação homóloga do Produto Interno Bruto (PIB), em % Dados encadeados em volume (ano de referência: 2011) |
| 1.º trimestre | 2.º trimestre | 3.º trimestre | 4.º trimestre | Anual |
| --- | --- | --- | --- | --- |
| 2,8 | 2,8 | 2,5 | — | — |
| Fonte: INE | | | | |

## Desporto

### Andebol
- Campeonato Português de Andebol de 2016–17

### Automobilismo
- Campeonato Nacional de Ralis
- Campeonato Nacional de Todo–o–Terreno
- Campeonato Nacional de Velocidade
- Campeonato Nacional de Montanha
- Rali de Portugal
- Rali Vinho da Madeira

### Basquetebol
- Campeonato Português de Basquetebol de 2016–17

### Ciclismo
- Volta a Portugal
- Volta ao Alentejo
- Volta ao Algarve

GP de Torres Vedras

### Futebol
- Primeira Liga de 2016–17
- Segunda Liga de 2016–17
- Taça de Portugal de 2016–17
- Taça da Liga de 2016–17
- Supertaça Cândido de Oliveira de 2017
- Campeonato Nacional de Seniores de 2016–17

### Hóquei em patins
- Campeonato Português de Hóquei em Patins de 2016–17
- Taça de Portugal de Hóquei em Patins de 2016–17

## E-Sports
- Uemasters University League FEUP

## Mortes

### Janeiro

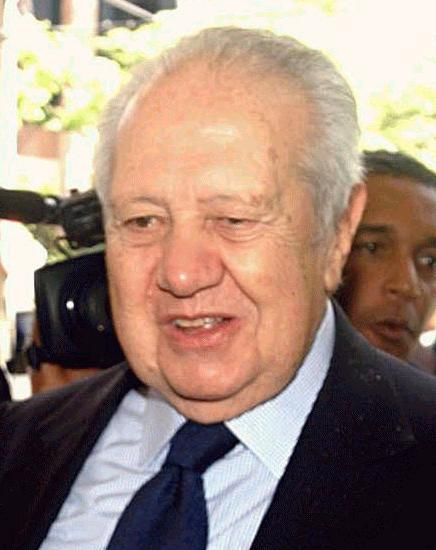
Mário Soares

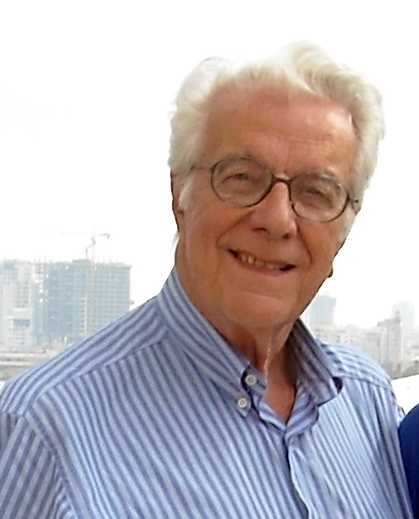
Daniel Serrão

- 1 — Cláudio Panta Nunes, músico (n. 1984)[24]
- 2 — Jacinto Durães, ator (n. 1972)[25]
- 3 — Augusto Mascarenhas Barreto, investigador, romancista, poeta e tradutor (n. 1923)[26]
- 7 — Mário Soares, político, antigo presidente da República e primeiro-ministro (n. 1924)[27]
- 8 — Daniel Serrão, médico e professor catedrático (n. 1928)[28]
- 8 — Guilherme Pinto, político, ex-autarca de Matosinhos (n. 1959)[29]
- 14 — Carlos Antero Ferreira, arquiteto, professor, historiador e ex-presidente do CCB (n. 1932)[30]
- 14 — Maria Cabral, atriz do Cinema Novo português (n. 1941)[31]
- 22 — Francisco Palmeiro, futebolista e jogador da seleção nacional de futebol (n. 1932)[32]
- 25 — Mário Ruivo, político, oceanógrafo, professor e biólogo (n. 1927)[33]

### Fevereiro
- 2 — Augusto Sobral, dramaturgo (n. 1933)[34]
- 10 — Manuela de Azevedo, jornalista e escritora (n. 1911)[35]
- 14 — Henrique Nuno de Bragança, pretendente aos títulos de Infante de Portugal e duque de Coimbra (n. 1949)[36]
- 20 — José Fernandes Fafe, diplomata e escritor (n. 1927)[37]

### Abril

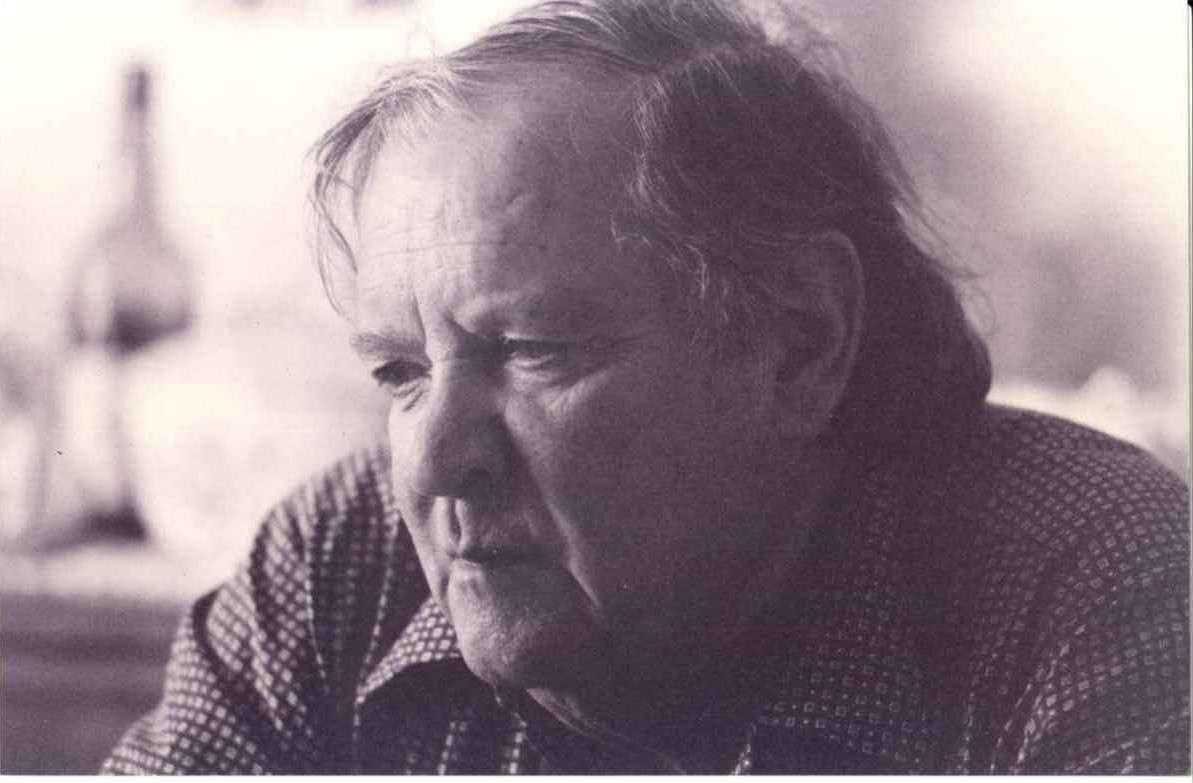
Fernando Campos

- 1 — Fernando Campos, escritor (n. 1924)[38]
- 13 — Mário Contumélias, jornalista, escritor e poeta (n. 1948)[39]
- 15 — Alberto Carneiro, escultor e artista plástico (n. 1935)[40]
- 28 — Joaquim Carreira das Neves, padre franciscano e teólogo (n. 1934)[41]

### Maio

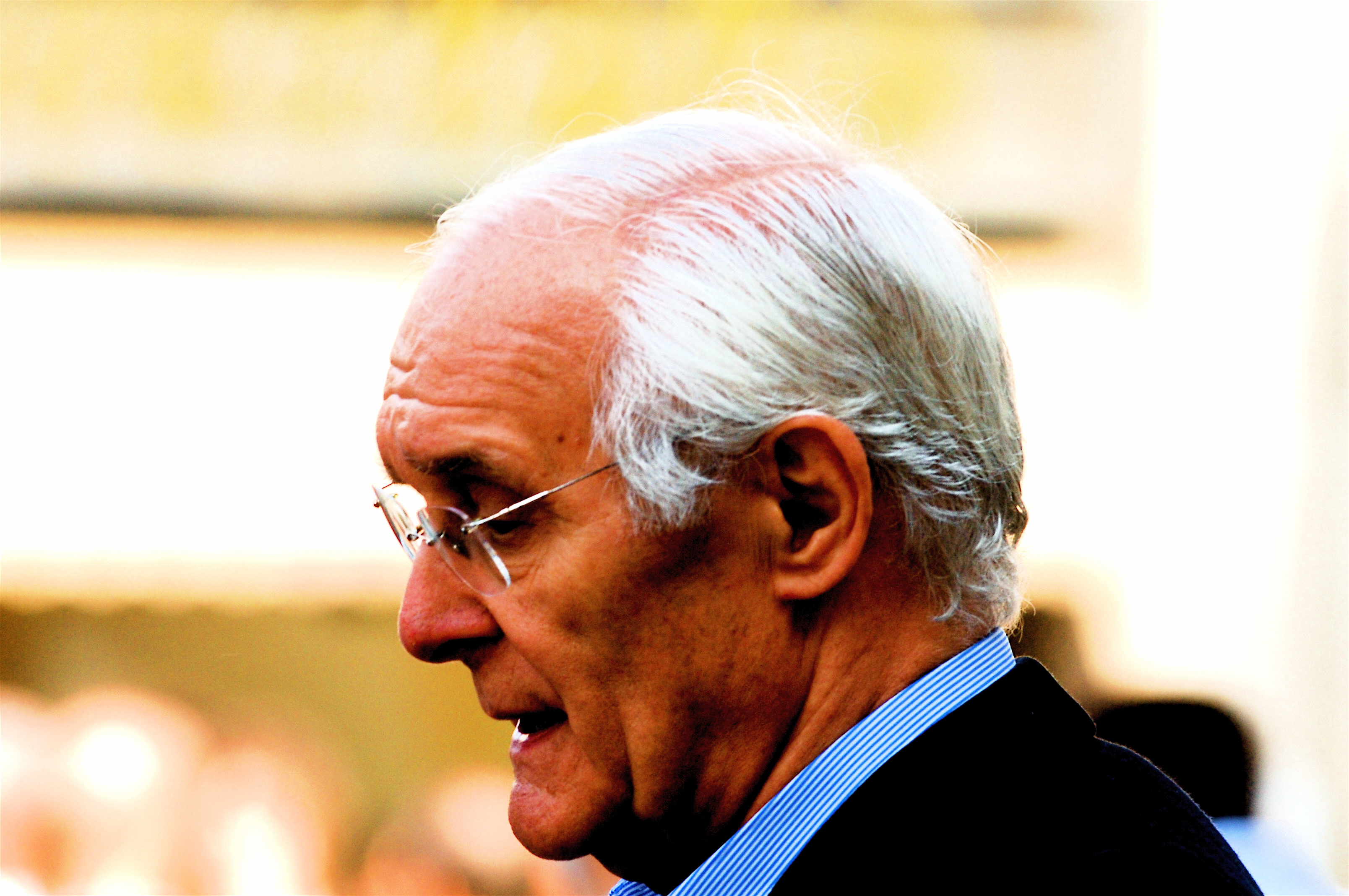
Armando Baptista-Bastos

- 6 — António Pires de Lima, antigo Bastonário da Ordem dos Advogados (n. 1936)[42]
- 9 — Armando Baptista-Bastos, jornalista e escritor (n. 1933)[43]
- 27 — Miguel Urbano Rodrigues, jornalista e escritor (n. 1925)[44]

### Junho

Carlos Macedo

Miguel Beleza

- 1 — António Martins da Cruz, advogado e fundador da Universidade Lusíada (n. 1918)[45]
- 13 — Alípio de Freitas, jornalista e professor universitário (n. 1929)[46]
- 18 — Carlos Macedo, antigo Ministro dos Assuntos Sociais (n. 1937)[47]
- 22 — Miguel Beleza, economista e antigo Ministro das Finanças (n. 1950)[48]
- 25 — Félix Mourinho, antigo futebolista (n. 1938)[49]

### Julho

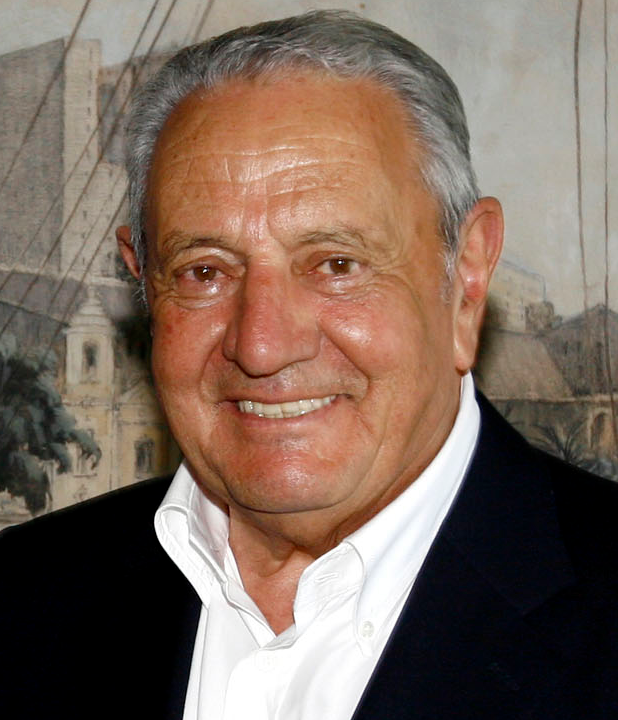
Américo Amorim

- 3 — Henrique Medina Carreira, antigo Ministro das Finanças (n. 1930)[50]
- 13 — Américo Amorim, empresário e o homem mais rico de Portugal (n. 1934)[51]
- 15 — Maria Teresa Eugénio de Almeida, mecenas e administradora da Fundação Eugénio de Almeida (n. 1922)[52]

### Agosto

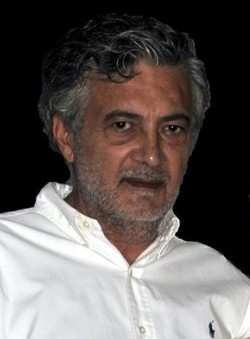
Pedro Palma

- 28 — Pedro Palma, cartoonista e foto-jornalista (n. 1959)[53]
- 29 — Alberto Avelino, antigo deputado, governador civil de Lisboa e autarca de Torres Vedras (n. 1940)[54]

### Setembro

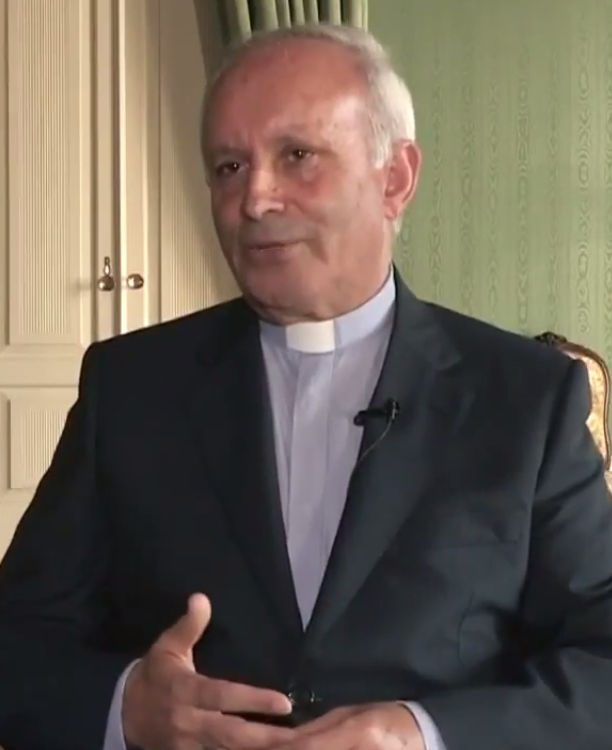
D. António Francisco dos Santos

- 1 — Francisco Antunes da Silva, antigo secretário-geral do Partido Social Democrata (n. 1948)[55]
- 8 — Mário Quina, médico, professor catedrático, e medalhista olímpico de vela (n. 1930)[56]
- 11 — D. António Francisco dos Santos, bispo do Porto (n. 1948)[57]
- 14 — Armando Lencastre, antigo Bastonário da Ordem dos Engenheiros (n. 1924)[58]
- 14 — Fernanda Borsatti, atriz (n. 1931)[59]
- 24 — D. Manuel Martins, primeiro Bispo de Setúbal[60]

### Outubro
- 5 — António de Macedo, cineasta (n. 1931)[61]

### Novembro

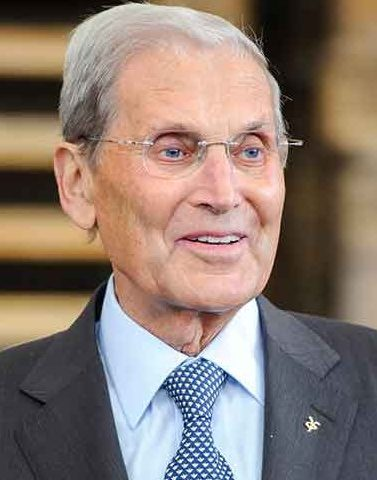
Belmiro de Azevedo

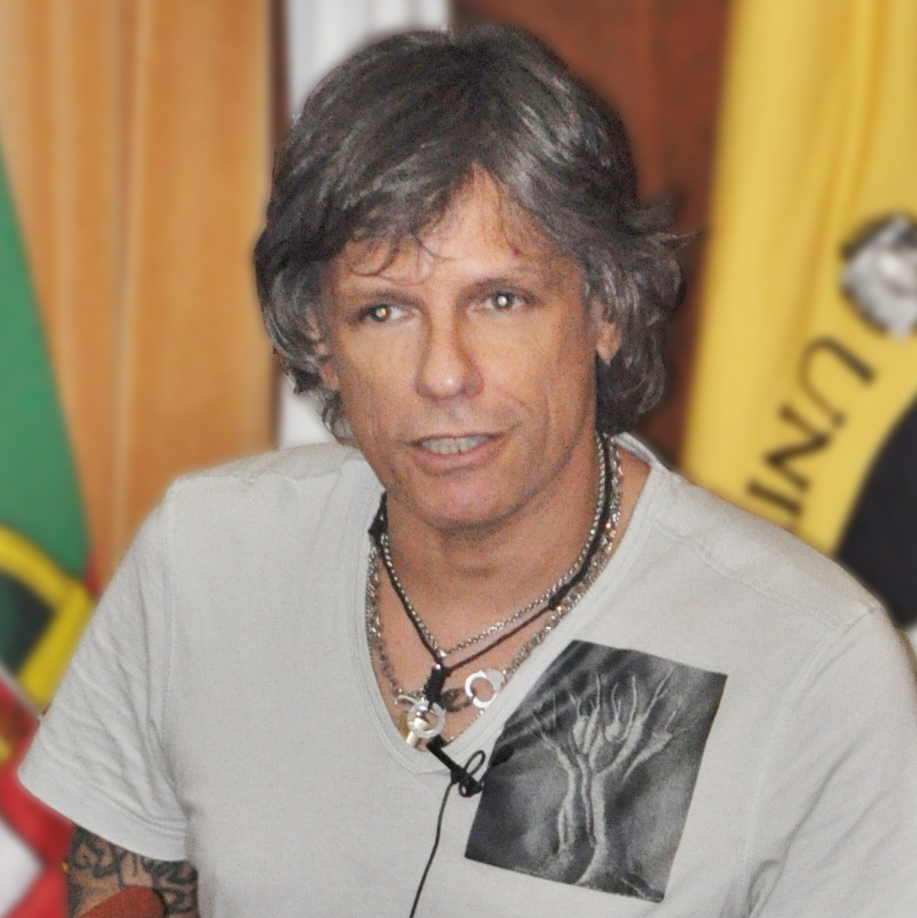
Zé Pedro

- 21 — Fernando Relvas, artista visual e criador de banda desenhada (n. 1954)[62]
- 23 — João Ricardo, ator e encenador (n. 1964)[63]
- 24 — Pedro Rolo Duarte, jornalista (n. 1964)[64]
- 29 — Belmiro de Azevedo, empresário (n. 1938)[65]
- 30 — Zé Pedro, guitarrista e membro fundador da banda Xutos & Pontapés (n. 1956)[66]

### Dezembro
- 1 — Alice Maria, fadista (n. 1932)[67]

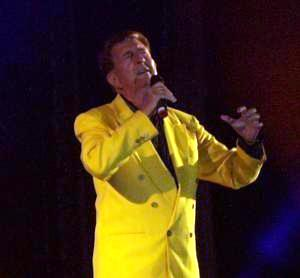
Mário Gil

- 6 — Hélder Renato Rodrigues, político e presidente da comissão política concelhia de Portimão do PSD (n. 1973)[68]
- 7 — Mário Gil, cantor luso-brasileiro (n. 1941)[69]
- 10 — Atita, professor de natação e socorrista de Aveiro (n. 1932)[70]
- 15 — João Pestana, fotógrafo madeirense (n. 1929)[71]
- 22 — Atílio Nunes, antigo autarca de Carregal do Sal e ex-deputado (n. 1938).[72]
- 23 — Manuela Alves, jornalista e escritora (n. 1941).[73]
- 25 — Margarida Almeida Santos, jurista e viúva de António de Almeida Santos[74]